# Graphiurus christyi
Espèce
Statut de conservation UICN

 LC  : Préoccupation mineure
Graphiurus christyi est une espèce de petit rongeur de la famille des Gliridae qui fait partie des loirs africains.